# Трофимовичи
Трофимовичи — дворянский род.
Роман Трофимович, в службу вступил в 1783 году и, проходя чинами, 31 июля 1806 года произведён в действительные статские советники.
Сын его, Василий Романович (1799—1856) — в 1829 г. майор, профессор Института Корпуса инженеров путей сообщения, автор «Краткого обозрения гидрографии Российского государства», в отставке генерал-майор, 20 ноября 1836 года пожалован дипломом на потомственное дворянское достоинство.

## Описание герба
Щит пересечён серебряным волнообразным поясом, обременённым чёрным мостом в столб. В верхней, червлёной части, золотой длинный крест, на серебряных на крест положенных пальмовой ветви и булаве, и сопровождаемый по бокам, двумя серебряными же о шести лучах звездами. Во второй, золотой части, скачущий чёрный конь с червлёными глазами и языком.
Щит увенчан дворянскими шлемом и короною. Нашлемник: между двумя чёрными орлиными крыльями, в лазоревых латах рука, держащая лазоревый выгнутый, с золотою рукоятью, меч. Намёт: справа — чёрный, с серебром, слева — червлёный, с золотом. Герб Трофимовича внесён в Часть 11 Общего гербовника дворянских родов Всероссийской империи, стр. 105.